# Elkesley
 (juillet 2023).
Elkesley est une paroisse civile et un village du Nottinghamshire, en Angleterre.